# Bazarak

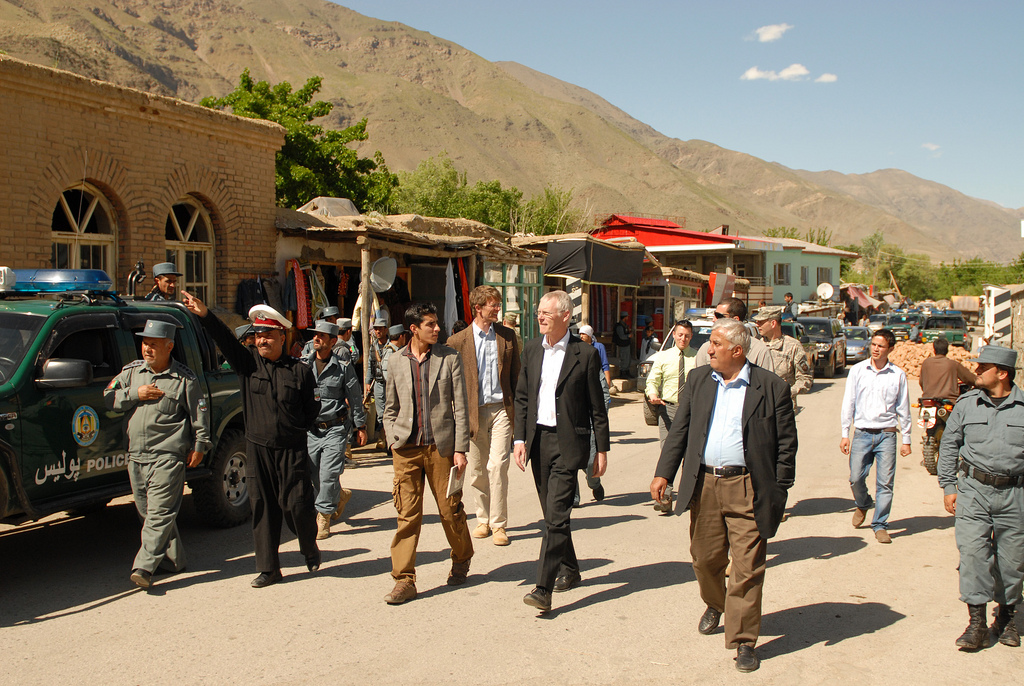
Simon Gass, Vertreter des Nordatlantikrates beim Besuch in Bazarak (2011)

Bazarak (persisch بازارک) ist die Provinzhauptstadt der Provinz Pandschschir, einer der 34 Provinzen Afghanistans.
Bazarak liegt im Pandschschir-Tal am Fluss Pandschschir etwa 120 km nordöstlich der afghanischen Hauptstadt Kabul und ist an diese über die Saricha-Straße angeschlossen. Über eine Bahnanbindung verfügt Bazarak nicht.
Das Grab von Ahmad Shah Massoud, einem afghanischen Nationalhelden, der von den Taliban 2001 umgebracht wurde, befindet sich in Bazarak.
Nach der Eroberung Afghanistans durch die Taliban im Sommer 2021 war das Tal die letzte Region der Islamischen Republik Afghanistan, die mit Hilfe des Pandschschir-Widerstands gegen die Taliban verteidigt wurde. Es kam zu schweren Kämpfen. Der Pandschschir-Widerstand behauptete, dass pakistanische Kampfflugzeuge und Drohnen im Pandschir-Tal eingesetzt wurden. Am 6. September 2021 erklärten die Taliban das Pandschir-Tal für erobert. Die Taliban veröffentlichten ein Video mit Kämpfern, die die Taliban-Flagge neben dem Gouverneurspalast in Bazarak hissten. 